# Cristiano Lombardi
Cristiano Lombardi (Viterbo, 19 augustus 1995) is een Italiaans voetballer die bij voorkeur als aanvaller speelt. Hij stroomde in 2013 door vanuit de jeugd van SS Lazio.

## Clubcarrière
Lombardi speelde in de jeugdopleiding van SS Lazio. Tijdens het seizoen 2014/15 werd hij verhuurd aan Trapani Calcio, waarvoor hij twaalf duels speelde in de Serie B. Het seizoen erop werd de aanvaller verhuurd aan AC Ancona. Hij maakte vier doelpunten in 25 competitieduels in de Lega Pro Prima Divisione, het derde niveau in Italië. Op 21 augustus 2016 debuteerde Lombardi in de Serie A tegen Atalanta Bergamo. Hij startte in de basiself en werd na 70 minuten gewisseld voor Wallace.

## Interlandcarrière
Lombardi kwam uit voor diverse Italiaanse nationale jeugdteams. Hij speelde onder meer twee interlands voor Italië –19.